# Литени (Јаши)
Литени (рум. Liteni) насеље је у Румунији у округу Јаши у општини Белчешти. Oпштина се налази на надморској висини од 128 m.

## Становништво
Према подацима из 2002. године у насељу је живело 1448 становника, од којих су сви румунске националности.